# 로만 J 이스라엘, 에스콰이어
《로만 J 이스라엘, 에스콰이어》(영어: Roman J. Israel, Esq.)는 2017년 개봉한 미국의 법률 드라마 영화이다.

## 출연진
- 덴절 워싱턴
- 콜린 패럴
- 카먼 이조고
- 셸리 헤니그
- 어맨다 워런
- 토니 플라나
- 나즈닌 콘트랙터
- 조지프 데이비드존스
- 브리트니 이시바시

## 기타 제작진
- 미술: 케빈 캐버나
- 의상: 프랜신 제이미슨탠척